# Bartnik Gdański
Bartnik Gdański – kwartalnik pszczelarzy zrzeszonych w Wojewódzkim Związku Pszczelarzy w Gdańsku. 
Na łamach czasopisma publikowane są naukowe i amatorskie artykuły dotyczące pszczelarstwa oraz informacje z życia kół rejonowych i Związku. Pismo ukazuje się od 1993 roku.